# 内郷県
内郷県（ないきょう-けん）は中華人民共和国河南省南陽市に位置する県。

## 行政区画
- 鎮:城関鎮、夏館鎮、師崗鎮、馬山口鎮、湍東鎮、赤眉鎮、瓦亭鎮、王店鎮、灌漲鎮、桃渓鎮、岞嶇鎮、余関鎮
- 郷:板場郷、大橋郷、趙店郷、七里坪郷